# Paper Tigers
Paper Tigers is een studioalbum van de Zweedse alternatieve rockband Caesars, voor het eerst uitgegeven in 2005.

## Lijst van nummers
1. "Spirit"
2. "It's Not the Fall That Hurts"
3. "Out There"
4. "Jerk It Out" (Åhlund)
5. "May the Rain"
6. "My Heart Is Breaking Down"
7. "Paper Tigers"
8. "Your Time Is Near"
9. "Throwaway"
10. "Winter Song"
11. "We Got to Leave"
12. "Soul Chaser"
13. "Good and Gone"